# 卡洛斯·罗加
卡洛斯·罗加（西班牙語：Carlos Roca，1958年4月29日—2003年6月10日），西班牙男子曲棍球运动员。他曾代表西班牙参加1980年和1984年夏季奥林匹克运动会曲棍球比赛，其中1980年奥运会获得一枚银牌。